# Gelis alogus
Gelis alogus är en stekelart som först beskrevs av Henry Lorenz Viereck 1905.  Gelis alogus ingår i släktet Gelis och familjen brokparasitsteklar. Inga underarter finns listade i Catalogue of Life.